# Kalangalala
Pour la ville d'Ouganda, voir Kalangala.
Kalangalala est une zone administrative du nord de la Tanzanie située dans la région de Mwanza.
Sa population était de 99 795 habitants en 2012.